# Just Whitney
Albums de Whitney Houston
Love, Whitney
(2001) One Wish: The Holiday Album
(2003)
Singles
1. Whatchulookinat
Sortie : 17 septembre 2002
2. One of Those Days
Sortie : 29 octobre 2002
3. Try It on My Own
Sortie : 11 février 2003
4. Love That Man
Sortie : 20 mai 2003

Just Whitney, typographié Just Whitney…, est le 5e album studio de Whitney Houston sorti le 10 décembre 2002.

## Pistes
| No  | Titre                           | Auteur | Producteur(s)                          | Durée |
| --- | ------------------------------- | --- | -------------------------------------- | ----- |
| 1.  | One of Those Days               | Kevin « She'kspere » Briggs, O'Kelly Isley, Jr., Rudolph Isley, Ronald Isley, Ernie Isley, Marvin Isley, Chris Jasper, Dwight Reynolds, Patrice Stewart | Kevin « She'kspere » Briggs            | 4:10  |
| 2.  | Tell Me No                      | Babyface, Kandi Burruss, Holly Lamar, Annie Roboff | Babyface                               | 3:44  |
| 3.  | Things You Say                  | Charlie Bereal, Kenny Bereal, Missy Elliott, Tweet | CKB, Missy Elliott                     | 4:13  |
| 4.  | My Love (featuring Bobby Brown) | Ted Bishop, Gordon Chambers, Greg Charley | Gordon Chambers, Ted Bishop            | 3:28  |
| 5.  | Love That Man                   | Babyface, Rob Fusari, Calvin Gaines, Eritza Laues, Bill Lee, Balewa Muhammad                                                                            | Babyface, Rob Fusari                   | 3:28  |
| 6.  | Try It on My Own                | Babyface, Jason Edmonds, Carole Bayer Sager, Aleese Simmons, Nathan Walton                                                                              | Babyface                               | 4:39  |
| 7.  | Dear John Letter                | Briggs, Dwight Reynolds, Patrice Stewart | Briggs                                 | 4:34  |
| 8.  | Unashamed                       | Darius Good, Luke Paterna, Stephanie Salzman, Troy Taylor                                                                                               | Troy Taylor, Darius Good, Luke Paterna | 3:38  |
| 9.  | You Light Up My Life            | Joe Brooks | Babyface, Rickey Minor                 | 3:42  |
| 10. | Whatchulookinat                 | Tammie Harris, Houston, Andre Lewis, Muhammad, Harry Palmer, Christopher Stain, Deborah Harry, Lawrence Parker, Jesse West                              | Bobby Brown, Muhammad 2G               | 3:33  |

## Crédits
Informations issues et adaptées du site AllMusic (édition standard).
Interprètes et musiciens
- Whitney Houston : interprète principale
- Bobby Brown : interprète, chœurs
- Babyface, Gordon Chambers, Sherree Ford-Payne, Sharlotte Gibson, Gary Houston, Kenya Ivey, Latrelle, Antonique Smith : chœurs
- Greg Charley : guitare
- Nathan East : basse
- Ricky Lawson : batterie
- Wayne Linsey : Fender Rhodes
- Greg Phillinganes : piano
- Michael Hart Thompson : guitare
- Bill Meyers, Randy Waldman : direction de l’orchestre

Production
- L.A. Reid : producteur exécutif
- Charile Bereal, Kenny Bereal, Ted Bishop, Kevin « She'kspere » Briggs, Gordon Chambers, Babyface, Missy Elliott, Rob Fusari, Whitney Houston, Ricky Minor, Muhammad2G, Patrice « ButtaPhly » Stewart, Troy Taylor, Tweet : producteurs
- Melanie Byrd, Ivy Skoff : coordinatrices de production
- Paul Boutin, Terrence Cash, Cortez Farris, Kevin Guarnieri, Scott Kieklak, Tommy Vicari, Mike White, Jeffrey « Woody » Woodruff : ingénieurs du son
- Tom Bender, Matt Brown, Steve Fisher, Steve Genewick, Jimmy Hoyson, Josean Posey, Marc Stephen Lee, Dennis Rivadeneira, Craig « Niteman » Taylor : ingénieurs assistants
- Kevin « KD » Davis, Mick Guzauski, Jon Gass, Manny Marroquin : mixage
- Herb Powers : mastering

Album
- Joey Arbagey : A&R
- Shawndella Taylor : A&R
- Theresa Wilson : A&R
- Joe-Mama Nitzberg : direction de la création
- Jeffrey Schulz : direction artistique, design
- Roxanna Floy : maquillage
- Ellin La Var : styliste
- Sheryl Nields : photographie
- Patti Wilson : styliste